# 米德牧場 (亞利桑那州)
米德牧場（英語：Mead Ranch）是位於美國亞利桑那州希拉縣的一個人口普查指定地區。根據2010年美國人口普查，該地共人口500人，而該地的面積約為1.55平方千米。

## 地理
米德牧場的座標為34°20′47″N 111°08′31″W / 34.34639°N 111.14194°W，而該地最高點為海拔高度1829米（即6000英尺）。